# Eunomia colombina
Eunomia colombina là một loài bướm đêm thuộc phân họ Arctiinae, họ Erebidae.